# Лебедев, Александр Александрович (войсковой старшина)
Александр Александрович Лебедев (10 (22) октября 1882, Оренбургская губерния — после 1916) — войсковой старшина, командир третьей сотни Оренбургского 17-го казачьего полка, награждён Георгиевским оружием.

## Биография
Родился 10 (22) октября 1882 года на территории третьего военного отдела Оренбургского казачьего войска в семье подъесаула Александра Лебедева. Окончил Второй Оренбургский кадетский корпус по первому разряду. После этого поступил в Николаевское кавалерийское училище, откуда позже выпустился — также по первому разряду.
«Вступил в службу» в Русскую Императорскую армию в начале сентября 1902 года — был зачислен юнкером. Через год с небольшим, в середине декабря 1903, был «переименован» в унтер-офицерское звание. Стал хорунжим в период Русско-Японской войны, в начале августа 1904 года (со старшинством годом ранее), казачьим сотником — в начале июля 1908 года. Подъесаулом стал через три года, в начале октября 1911. Он превзошёл чином своего отца — стал есаулом «иррегулярной кавалерии» — уже после начала Первой мировой войны, в начале октября 1915 года. Дослужился до войскового старшины меньше чем за год до Октябрьской революции — в середине декабря 1916 года (со старшинством с конца ноября 1915).
С августа 1904 года проходил действительную службу в Оренбургском 4-м казачьем полку. С 1909 по 1911 год числился в списках Оренбургского 2-го казачьего полка. В период Великой войны, в 1914—1916 годах, состоял командиром третьей сотни Оренбургского 17-го казачьего полка — с этим подразделением совершил конную атаку, отмеченную золотым Георгиевским оружием. В самом начале боевых действий, в августе 1914, получил ранение, но остался на фронте, в строю. Последнее, что известно на 2011 год об Александре Александровиче Лебедеве-младшем, это факт его перевода в конце декабря 1916 года на должность третьего помощника командира в Оренбургский 8-й казачий полк.

### Подвиг
16 (29) августа 1916 года Александр Лебедев был награждён Георгиевским оружием за конную атаку от 27 августа (9 сентября) 1915 года: «за то, что… у деревни Тарнавка при общей атаке [казачьего] полка, действуя на левом фланге [конной] лавой сотни, под сильным ружейным огнём прошёл два ряда окопов, занятых [вражеской] пехотой, противник принуждён [был] бросить окопы, изрубив пятьдесят человек». Во время этой атаки был ранен, но остался в строю.

## Награды
- Орден Святого Станислава 3 степени (1909) — мечи и бант (1914—1917)
- Орден Святой Анны 3 степени с мечами и бантом (1914—1917)
- Орден Святой Анны 2 степени с мечами (1914—1917)
- Орден Святого Владимира 4 степени с мечами и бантом (1915)
- Орден Святого Станислава 2 степени с мечами (1915)
- Георгиевское оружие (1916)[1][5]

## Семья
Был женат на Марии Яковлевне Гурьевой (род. 1887) — дочери отставного генерал-майора Оренбургского войска Якова Ивановича Гурьева. Шурином Лебедева являлся Константин Яковлевич Гурьев (род. 1873) — полковник, командующий конно-артиллерийской бригадой и также георгиевский кавалер.